# Катсигерас, Элеонора
Элеонора Долорес Кацигерас Гарсиа (род. 12 августа 1956, Уругвай) — уругвайский математик, специализирующаяся на динамических системах, обладательница премии L’Oréal-ЮНЕСКО для женщин в науке за лучший исследовательский проект, руководимый женщиной-ученым в 2014 году, со своим проектом Нейродинамика.

## Карьера
Катсигерас получила степень промышленного инженера со специализацией в области электроники в Республиканском университете Уругвая в 1981 году. В 1990 году она окончила тот же институт со степенью бакалавра математики, а в 1992 году получила степень магистра. Во время обучения на степень бакалавра и магистра её руководителем был доктор Хорхе Левович. Степень доктора наук Катсигерас получила в Национальном институте чистой и прикладной математики в Рио-де-Жанейро в 1995 году, научным руководителем был доктор Жакоб Палис.
С 1980 по 1990 год Катсигерас работала ассистентом, а затем инженером в Национальной администрации телекоммуникаций в Монтевидео. Позже она стала работать преподавателем в Институте математики и статистики Республиканского университета, эту должность занимает и по настоящее время. Она проходила исследовательские стажировки в различных международных учреждениях, таких как Университет Экс-Марсель, Университет Вальпараисо, Марбургский университет, Оклендский университет, Университет Порту и Национальный институт чистой и прикладной математики в Бразилии. В качестве исследовательницы она работала в рамках Программы развития фундаментальных наук (PEDEClBA) с 1990-х годов.

## Награды и почести
- Награда Калдейро Барсиа, особое упоминание, 1999
- Национальная премия L’Oreal-ЮНЕСКО для женщин в науке, лучший исследовательский проект, 2014[3]
- Фонд Рикальдони, Четыре выдающихся инженера, 2015
- Международный конгресс EquaDiff, Mejor presentación de estudiantes de posgrado, 2015